# Краснощёкая сумчатая мышь
Краснощёкая сумчатая мышь (лат. Sminthopsis virginiae) — вид из рода узконогих сумчатых мышей семейства хищные сумчатые.

## Распространение
Краснощёкая сумчатая мышь обитает на островах Ару в Индонезии, южной части острова Новая Гвинея в районе дельты реки Флай (Индонезия и Папуа — Новая Гвинея), а также на территории Австралии (в северо-восточной части Квинсленда, в Северной территории, в том числе на острова Мелвилл и Батерст, а также в северной части штата Западная Австралия).
Всего у вида существует три подвида:
- Sminthopsis virginiae nitela (Collett, 1897). Северная территория, Западная Австралия.
- Sminthopsis virginiae rufigenis (Thomas, 1922). Папуа — Новая Гвинея.
- Sminthopsis virginiae virginiae (de Tarragon, 1847). Квинсленд.

Естественная среда обитания на острове Новая Гвинея — саванны и луга. В Австралии обитает на территории редколесных саванн и лугов, а также в болотистых местностях. Кроме того, встречается на сельскохозяйственных полях, на которых выращивают сахарный тростник.

## Внешний вид
Длина тела с головой колеблется от 80 до 126 мм, хвоста — от 85 до 135 мм. Вес взрослой особи — от 15 до 80 г. Волосяной покров короткий, густой и мягкий. Спина чёрно-бурого цвета с вкраплениями белого цвета. Брюхо окрашено в белый, жёлтый или рыжий цвет. Щёки красноватые. Морда вытянутая, заострённая. По середине морды проходит тёмная продольная полоса. Уши большие, закруглённые. Хвост узкий, редко покрыт волосами. В отличие от некоторых других представителей рода у краснощёкой сумчатой мыши в хвосте отсутствуют жировые отложения. Задние лапы широкие. Имеется большой палец.

## Образ жизни
Ведут наземный, одиночный образ жизни. Активность приходится на ночь, день проводят под стволами упавших деревьев. Вскоре после появления приплода самки строят неглубокие, блюдцеобразные гнёзда из листьев и травы. Питаются преимущественно насекомыми, пауками и другими беспозвоночными.

## Размножение
Сумка развита хорошо. Количество сосков — 8 (у особей, встречающихся на острове Новая Гвинея — 6). Период размножения приходится на октябрь-май. Беременность короткая, длится около 15 дней. В год может появляться по два приплода, в котором по 8 детёнышей. Примерно через 80 дней детёныши отлучаются от груди матери. Максимальная продолжительность жизни в неволе — 5,3 лет (в дикой природе — не более 1,3 года).